# The Boomerang (film 1913 Webster)
The Boomerang è un cortometraggio muto del 1913 diretto da Harry McRae Webster:

## Produzione
Il film fu prodotto dalla Essanay Film Manufacturing Company.

## Distribuzione
Distribuito dalla General Film Company, il film - un cortometraggio di due bobine - uscì nelle sale cinematografiche degli Stati Uniti il 14 novembre 1913.